# Теорія розв'язання винахідницьких задач
Тео́рія ро́зв'язку винахі́дницьких задач (відома під абревіатурою ТРІЗ від рос. теория решения изобретательских задач (ТРИЗ)) — методика творчості в галузі винахідництва розроблена Генріхом Альтшулером. Автор методики формалізував процес винахідництва й представив його у вигляді алгоритму. Згідно з Альтшулером, винахідництво полягає в усуненні протиріч всередині технічної системи. В рамках ТРІЗ було розроблено низку технік і понять для класифікації винахідницьких задач та їх розв'язання, таких як: матриця протиріч, алгоритм вирішення винахідницьких задач, закони розвитку технічних систем та інші.

Застосування ТРІЗ:
1. Будь-яке завдання (задачу, проблему) сформулювати таким чином, щоб прийти до ідеального кінцевого результату (ІКР).
2. Знайти протиріччя.
3. Знайти ресурси (матеріали, приладдя, вимірювальні прилади).
4. Скласти список ідей розв'язку задачі або вирішення проблеми. Без Критики
5. Дуже критично проаналізувати кожну ідею, щоб досягти ІКР.